# Christian Tissier
Christian Tissier (ur. 7 lutego 1951 w Paryżu) – jeden z najszerzej znanych w Europie nauczycieli aikido.

## Życiorys
Urodził się w Paryżu we Francji. Naukę aikido rozpoczął w 1962 u Jean-Claude Tavernier, a następnie u Mutsuro Nakazano. W wieku 17 lat uzyskał stopień 2 dan. W 1969 wyjechał do Japonii. Pobyt zaplanowany na 6 miesięcy przeciągnął się na 7 lat, w czasie których Tissier uczył się u większości mistrzów Aikikai, a także trenował kenjutsu i kick-boxing. Studiował także język japoński w Tokyo School of Japanese Language oraz w Sophia University. Utrzymywał się z nauczania francuskiego w liceum i Instytucie francusko-japońskim w Tokio. W późniejszych latach wielokrotnie odwiedzał Japonię.
W 1981 otrzymał stopień 5 dan, w 1986 – 6 dan, w 1998 otrzymał od dōshu Kisshōmaru Ueshiba stopień 7 dan, a w 2016 dōshu Moriteru Ueshiba nadał mu 8 dan. Jest jednym z nielicznych nie-Japończyków, którym Aikikai przyznało tytuł shihana. Wśród nauczycieli, którzy mieli na niego największy wpływ, są Seigo Yamaguchi, Kisaburo Osawa i drugi dōshu Kisshōmaru Ueshiba.
Christian Tissier prowadzi intensywną pracę edukacyjną, zarówno w swoim dojo w Vincennes pod Paryżem, jak i podczas licznych staży i pokazów. Od ponad 10 lat utrzymuje kontakty z Polską. Staże prowadzone przez sensei Tissier były dotąd organizowane w Warszawie, Krakowie i Poznaniu.